# Hipocalcemie
Hipocalcemia (popular: cădere de calciu) reprezintă o tulburare de metabolism care constă în scăderea nivelului de calciu din organism, mai exact al ionilor liberi de calciu din sânge, care scade sub 4,0 mg/dL.
Apare cu precădere la femei și se manifestă prin: transpirație, senzație de leșin, gol în stomac, amețeală, tremurături.
|  | Wikipedia NU este un cabinet medical! În cazul în care aveți nevoie de ajutor medical, vă rugăm să contactați un specialist! |